# Never Send Flowers
Never Send Flowers (roman non traduit en français), publié pour la première fois en 1993, est le treizième roman de John Gardner qui fait figurer l'agent secret James Bond (en comptant la novélisation de Permis de tuer).

## Synopsis
Cela commence avec une série de meurtres de plusieurs personnes connues. Lorsque Laura March du MI5 est mystérieusement assassinée en Suisse, empoissée grâce à un fusil à air comprimé, M demande à son agent James Bond d’enquêter sur sa mort. L’investigation qu'il mène avec l'agent suisse 'Flicka' von Grüsse lui fait découvrir les horribles secrets de famille de Laura March…
La piste semble les mener vers un ancien acteur de théâtre, David Dragonpol, l'ex petit ami de March qui vit dans un château allemand, Schloss Drache, qu’il compte transformer en musée sur le théâtre. Bond et Flicka découvrent bientôt que la sœur de Dragonpol a un lien avec tous les meurtres : elle cultive une variété de roses qui se retrouve aux funérailles de chaque victime…

## Personnages principaux
- James Bond
- Fredericka 'Flicka' von Grüsse
- David Dragonpol, un acteur de théâtre.
- Maeve Horton, sœur de David Dragonpol.
- Carmel Chantry, membre du MI5.
- Laura March, membre du MI5.
- Bodo Lempke, membre de la police de Interlaken.
- M

## Autour du livre
- Dans l'intrigue initiale que Gardner avait présenté à Glidrose, les cibles à Euro Disney étaient des rock stars célèbres, et non des membres de la famille royale[1].